# Desa Kaligayam (administrativ by i Indonesien, lat -6,91, long 109,14)
Desa Kaligayam är en administrativ by i Indonesien.   Den ligger i provinsen Jawa Tengah, i den västra delen av landet, 260 km öster om huvudstaden Jakarta.